# جويل بيروفيو
جويل بيروفيو (بالفنلندية: Joel Perovuo)‏ (11 أغسطس 1985 بهلسنكي في فنلندا - ) هو لاعب كرة قدم فنلندي في مركز الوسط. شارك مع منتخب فنلندا لكرة القدم. أما مع النوادي، فقد لعب مع نادي هلسنكي ونادي يورغوردينس وهونكا وياغيلونيا بياويستوك.

## وصلات خارجية
- جويل بيروفيو على موقع قاعدة بيانات كرة القدم.إي يو (الإنجليزية)
- جويل بيروفيو على موقع ناشيونال فوتبول تيمز (الإنجليزية)
- جويل بيروفيو على موقع Soccerway.com (الإنجليزية)
- جويل بيروفيو على موقع عالم كرة القدم.نت (الإنجليزية)
- جويل بيروفيو على موقع AS.com (الإسبانية)